# Seseli purpureovaginatum
Seseli purpureovaginatum är en flockblommig växtart som beskrevs av R.H.Shan och M.L.Sheh. Seseli purpureovaginatum ingår i släktet säfferötter, och familjen flockblommiga växter. Inga underarter finns listade i Catalogue of Life.